# Chruściel (bagno)

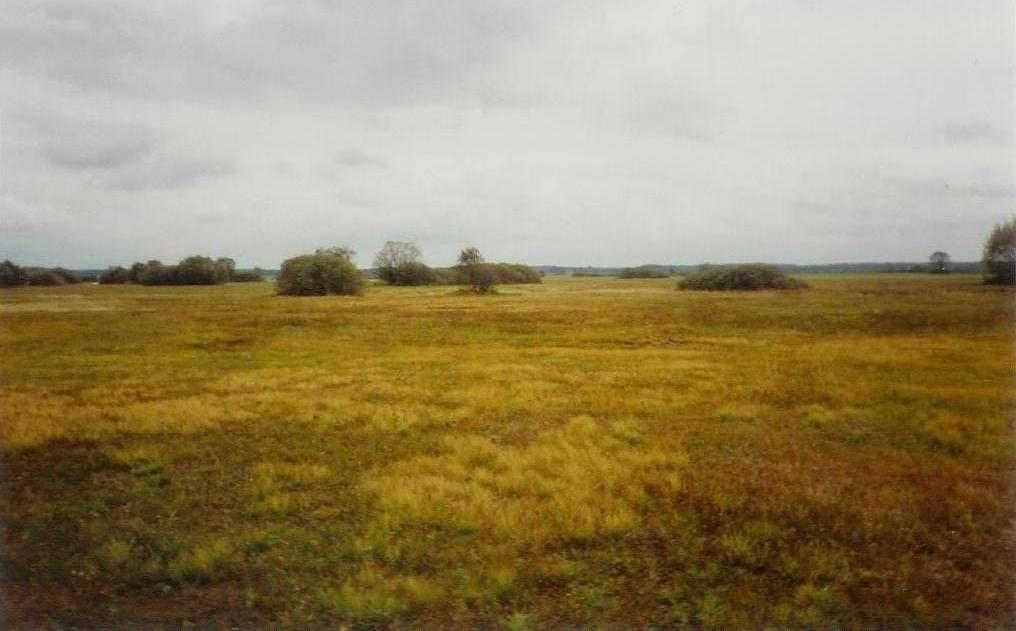
Bagno Chruściel jesienią

Chruściel – bagno w północnej części Puszczy Zielonej, na pograniczu gmin Myszyniec i Łyse, między wsiami Cięćk, Niedźwiedź, Krysiaki, Dudy Puszczańskie i Tyczek. Przepływa przez nie rzeka Szkwa.
Nazwa bagna pochodzi od porastających je jeszcze w l. 80. zarośli łozy. Obecnie prawie cała powierzchnia bagna jest zmeliorowana; bagienka znajdują się też na obrzeżu, w sąsiednich wioskach. Można tu jednak w dalszym ciągu spotkać interesujące ptaki, jak: żurawie, bociany białe i czarne, rycyki, kszyki, czajki, cyranki i prawdopodobnie orliki krzykliwe. Wyginęły na bagnie cietrzewie. Największymi stale występującymi tu ssakami są prawdopodobnie sarna i bóbr.

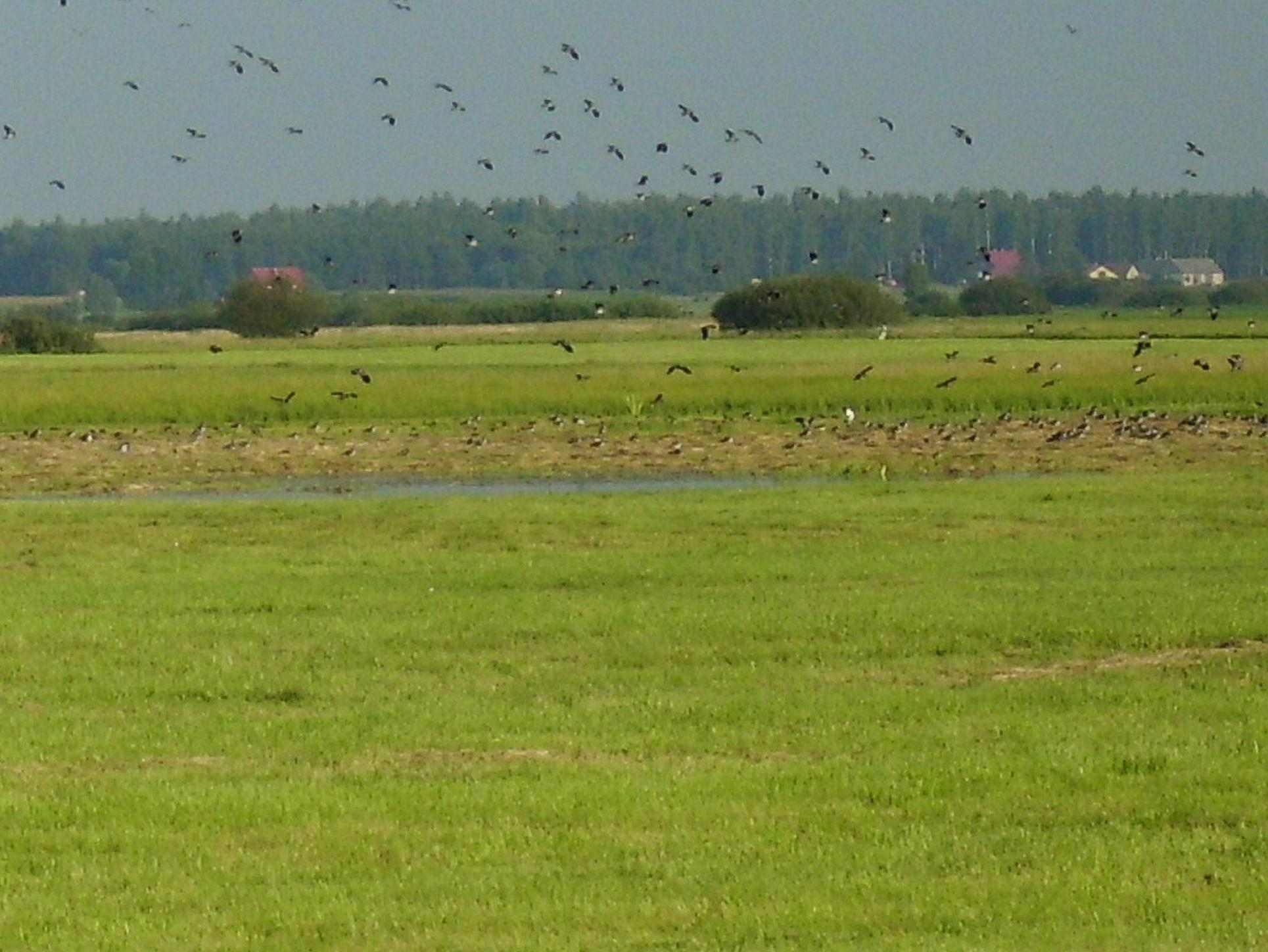
Czajki na bagnie Chruściel